# Randy Newman
Randall Stuart "Randy" Newman (Los Ángeles, California; 28 de noviembre de 1943) es un compositor, arreglista, cantante y pianista estadounidense. Es conocido por sus mordaces canciones y sus bandas sonoras de películas.
Nacido en Los Ángeles en una familia extensa de compositores de películas de Hollywood, Newman comenzó su carrera como compositor a la edad de 17 años, escribiendo éxitos para artistas como Dusty Springfield, Cilla Black, Jerry Butler y Alan Price. En 1968, hizo su debut como solista con el álbum Randy Newman, producido por Lenny Waronker y Van Dyke Parks, siguiendo con álbumes aclamados por la crítica como 12 Songs (1970), Sail Away (1972) y Good Old Boys (1974).
Desde la década de 1980, Newman ha trabajado principalmente como compositor de películas. Ha compuesto la música de nueve películas animadas de Disney-Pixar, incluidas las cuatro películas de Toy Story (1995-2019), Bichos: Una aventura en miniatura (1998), las dos películas de Monsters, Inc. (2001-2013) y la primera y tercera películas de Cars (2006, 2017), así como las películas de Disney Jim y el durazno gigante (1996) y La princesa y el sapo (2009). Otras bandas sonoras incluyen Ragtime (1981), El mejor (1984), Despertares (1990), Pleasantville (1998), Seabiscuit (2003) e Historia de un matrimonio (2019).
Newman ha recibido veintidós nominaciones al Premio de la Academia en las categorías de Mejor Banda Sonora Original y Mejor Canción Original y ha ganado dos veces en la última categoría por las canciones "If I Didn't Have You" y "We Belong Together", lo que contribuye a que Newman pertenezca a la familia extendida más nominada al Premio de la Academia, con un total de 92 nominaciones en varias categorías de música. También ha ganado tres premios Emmy, siete premios Grammy y el premio gobernador de The Recording Academy. En 2007, The Walt Disney Company lo reconoció como una Leyenda de Disney.

## Biografía

### Primeros años y carrera como compositor
Nació en el seno de una familia judía; siendo un bebé, su familia se trasladó a Nueva Orleans, Luisiana, donde vivía la familia de su madre. Allí vivió hasta los 11 años. Su familia extendida paterna incluye a sus tíos Alfred Newman (1901-1970, autor de la sintonía de 20th Century Fox, entre otros), Lionel Newman y Emil Newman, destacados compositores de películas en Hollywood, así como a sus primos David (1954-) y Thomas (1955-). La música de Randy Newman tiene reminiscencias de artistas de blues como Sonny Boy Williamson I (1914-1948) y de cantantes de rock and roll de Nueva Orleans como Chris Kenner y Fats Domino. Después de graduarse la Escuela Preparatoria University en Los Ángeles, estudió música en la Universidad de California en Los Ángeles, pero la abandonó un semestre antes de obtener una licenciatura. En junio de 2021, finalmente completó su título en UCLA.
Newman empezó a escribir canciones a los 17 años, cuando firmó un contrato como cantante con la compañía Reprise Records. Ha citado a Ray Charles como su mayor influencia al crecer, afirmando: "Amaba la música de Charles al exceso". Su primer sencillo como intérprete fue "Golden Gridiron Boy" de 1962, lanzado cuando tenía 18 años. El sencillo fracasó y Newman decidió concentrarse en la composición y los arreglos durante los siguientes años. Uno de sus primeros créditos de escritura fue "They Tell Me It's Summer", utilizado en el sencillo de The Fleetwoods, "Lovers by Night, Strangers by Day". Otras canciones tempranas de Newman fueron grabadas por Pat Boone, Gene Pitney, Jerry Butler, Petula Clark, Dusty Springfield, Jackie DeShannon, The O'Jays e Irma Thomas, entre otros. Formó brevemente parte del grupo The Tikis, que más tarde se convirtió en Harpers Bizarre.

### Carrera solista
Su álbum debut, Randy Newman (1968), fue un éxito de crítica, pero nunca entró en el Billboard 200. Su canción "I Think It's Going to Rain Today" ha sido versionada por una multitud de artistas y se convirtió en un estándar temprano. En 1970, Harry Nilsson grabó un álbum con Newman de sus composiciones llamado Nilsson Sings Newman. El álbum tuvo un mayor éxito, y allanó el camino para el siguiente disco de Newman, 12 Songs, donde abandonó los elaborados arreglos de su primer álbum por un sonido más sobrio que resaltaba el piano de Newman. 12 Songs fue aclamado por la crítica, que destacó los temas de sus canciones (racismo, sexismo, violencia, alienación).  El grupo Three Dog Night tuvo un éxito en el número uno con su tema "Mama Told Me Not To Come". Al año siguiente, su disco Randy Newman Live llegaría a la lista Billboard, en el puesto #191.
En 1972, publicó su disco Sail Away, aparecían canciones como "Sail Away" (que da nombre al disco y entró a formar parte del repertorio de Ray Charles), "Burn On", en la que hablaba de la contaminación del río Cuyahoga en Ohio, o quizás la más conocida "You Can Leave Your Hat On", posteriormente interpretada por Joe Cocker, Tom Jones y Etta James. En años posteriores publicó discos como Good Old Boys, un conjunto de canciones sobre el sur de Estados Unidos, Little Criminals, donde apareció su interpretación más exitosa en las listas de sencillos "Short People"; Born Again, donde aparecía la canción "The Story of a Rock and Roll Band" que parodiaba a la Electric Light Orchestra y Trouble in Paradise, donde estaba incluido su éxito "I Love LA".
En los años posteriores a Trouble in Paradise, Newman se centró más en el trabajo cinematográfico mientras su vida personal entró en un período difícil. Se separó de su matrimonio de casi 20 años, con Roswitha, y le diagnosticaron el virus de Epstein-Barr. Ha lanzado cuatro álbumes de material nuevo como cantautor desde entonces: Land of Dreams (1988), Bad Love (1999), Harps and Angels (2008) y Dark Matter (2017).

### Compositor de películas
El trabajo de Newman como compositor de cine comenzó en 1971, cuando compuso para la película de Norman Lear Un mes de abstinencia. Volvió a trabajar para el cine en 1981 cuando compuso la banda sonora de Ragtime, por la que fue nominado a dos premios de la Academia. Newman también coescribió la película de 1986 Tres Amigos con Steve Martin y Lorne Michaels, escribió tres canciones para la película y proporcionó la voz para el arbusto cantante. Sus bandas sonoras para películas orquestales se asemejan al trabajo de Elmer Bernstein (con quien trabajó en Tres Amigos) y Maurice Jarre.
En los años 1990, volvió a ser nominado por la Academia por su canción "You've Got a Friend in Me" (grabada en Hispanoamérica como "Yo soy tu amigo fiel" y en España como "Hay un amigo en mí") de la película Toy Story (1995). Tras 15 nominaciones a los Premios de la Academia sin haber ganado alguno, rompió esta racha cuando recibió el premio a la mejor canción en 2002 por la pieza "If I Didn't Have You" de la película Monsters, Inc.. En 2011 ganó su segundo Óscar a la mejor canción con "We Belong Together", tema de Toy Story 3. Newman ha compuesto la música de nueve largometrajes de Disney/Pixar; Toy Story, Bichos, Toy Story 2, Monsters, Inc., Cars, Toy Story 3, Monsters University, Cars 3 y Toy Story 4. Obtuvo al menos una nominación al Premio de la Academia por seis de las nueve películas, ganando el premio en Monsters, Inc. y Toy Story 3 en la categoría de Mejor Canción Original. Las bandas sonoras adicionales de Newman incluyen Avalon, Parenthood, James and the Giant Peach, Seabiscuit, Despertares, The Paper, Meet the Parents y su secuela, Meet the Fockers. Su partitura para Pleasantville fue nominada al Premio de la Academia. También escribió las canciones de la película Los gatos no bailan.
Además de canciones para películas, también ha escrito canciones para series de televisión como el tema de Monk, ganador del premio Emmy, "It's a Jungle Out There". Newman también compuso la canción ganadora del Emmy "When I'm Gone" para el episodio final.
Newman escribió la música para The Princess and the Frog de Walt Disney Animation Studios. Durante la reunión anual de accionistas de Disney en marzo de 2007, Newman interpretó una nueva canción escrita para la película, acompañado por la Dirty Dozen Brass Band. El escenario de la película en Nueva Orleans jugó con las fortalezas musicales de Newman, y sus canciones contenían elementos de música cajún, zydeco, blues y jazz Dixieland. Dos de las canciones, "Almost There" y "Down in New Orleans", fueron nominadas a los Oscar.

## Vida personal
Newman estuvo casado con Roswitha Schmale, nacida en Alemania, de 1967 a 1985, y tuvieron tres hijos, Eric Newman, Amos Newman y John Newman. Está casado con Gretchen Preece desde 1990, con quien tiene dos hijos, Patrick Newman y Alice Newman. El padre de Gretchen es el director Michael Preece.
Newman respaldó la reelección del presidente demócrata Barack Obama en 2012 y escribió una canción satírica de las elecciones titulada "I'm Dreaming".

## Premios y nominaciones
Premios Óscar
Randy Newman ha sido nominado a 22 Premios Óscar de la Academia (10 veces como compositor de la banda sonora y 12 veces como autor de la canción original), ganando en dos ocasiones, ambos a la Mejor Canción Original: en 2002 por "If I Didn't Have You" de Monsters, Inc., y en 2011 por "We Belong Together" de Toy Story 3. Ha recibido tres premios Emmy, siete premios Grammy y el premio del gobernador de la Recording Academy. Newman fue incluido en el Salón de la Fama de los Compositores en 2002. En 2007, fue incluido como Leyenda de Disney. En 2010, recibió una estrella en el Paseo de la Fama de Hollywood. Newman fue incluido en el Salón de la Fama del Rock and Roll en 2013. En septiembre de 2014, Randy Newman recibió un premio Max Steiner Film Music Achievement Award y actuó en la gala anual de música de cine Hollywood en Viena por primera vez junto con su primo David Newman.
| Año  | Categoría                                                    | Película                     | Resultado |
| ---- | ------------------------------------------------------------ | ---------------------------- | --------- |
| 1982 | Mejor canción original, One More Hour                        | Ragtime                      | Nominado  |
| 1982 | Mejor banda sonora                                           | Ragtime                      | Nominado  |
| 1985 | Mejor banda sonora                                           | El mejor                     | Nominado  |
| 1990 | Mejor canción original, I Love to See You Smile              | Parenthood                   | Nominado  |
| 1991 | Mejor banda sonora                                           | Avalon                       | Nominado  |
| 1995 | Mejor canción original, Make Up Your Mind                    | The Paper                    | Nominado  |
| 1996 | Mejor banda sonora                                           | Toy Story                    | Nominado  |
| 1996 | Mejor canción original, You've Got a Friend in Me            | Toy Story                    | Nominado  |
| 1997 | Mejor banda sonora                                           | James y el melocotón gigante | Nominado  |
| 1999 | Mejor canción original, That'll Do                           | Babe: Pig in the City        | Nominado  |
| 1999 | Mejor banda sonora                                           | A Bug's Life                 | Nominado  |
| 1999 | Mejor banda sonora                                           | Pleasantville                | Nominado  |
| 2000 | Mejor canción original, When She Loved Me                    | Toy Story 2                  | Nominado  |
| 2001 | Mejor canción original, A Fool in Love                       | Meet the Parents             | Nominado  |
| 2002 | Mejor banda sonora                                           | Monsters, Inc.               | Nominado  |
| 2002 | Mejor canción original, If I Didn't Have You                 | Monsters, Inc.               | Ganador   |
| 2007 | Mejor canción original, Our Town                             | Cars                         | Nominado  |
| 2010 | Mejor canción original, Down in New Orleans y «Almost There» | The Princess and the Frog    | Nominado  |
| 2010 | Mejor canción original, Down in New Orleans y «Almost There» | The Princess and the Frog    | Nominado  |
| 2011 | Mejor canción original, We Belong Together                   | Toy Story 3                  | Ganador   |
| 2020 | Mejor banda sonora                                           | Historia de un Matrimonio    | Nominado  |
| 2020 | Mejor canción original, I Can't Let You Throw Yourself Away  | Toy Story 4                  | Nominado  |

## Discografía

### Álbumes de estudio
- 1968: Randy Newman
- 1970: 12 Songs
- 1972 Sail Away
- 1974: Good Old Boys
- 1977: Little Criminals
- 1979: Born Again
- 1983: Trouble in Paradise
- 1988: Land of Dreams
- 1995: Faust
- 1999: Bad Love
- 2008: Harps and Angels
- 2017: Dark Matter

### Filmografía seleccionada
- 1981: Ragtime
- 1984: El mejor
- 1990: Despertares
- 1994: The Paper
- 1995: Toy Story
- 1996: James y el melocotón gigante
- 1997: Los gatos no bailan
- 1998: A Bug's Life
- 1999: Toy Story 2
- 2001: Monsters, Inc.
- 2006: Cars
- 2009: La princesa y el sapo
- 2010: Toy Story 3
- 2013: Monsters University
- 2017: Cars 3
- 2019: Toy Story 4
- 2019: Historia de un matrimonio